# 29:09:00
29:09:00 es el primer y único EP del grupo argentino de rock alternativo y pop experimental, liderado por Rosario Bléfari, Suárez. Fue editado a finales de 2000 por el sello de la banda "Feliz año nuevo discos". En el mes de septiembre, "Indice Virgen" editó en Argentina la primera recopilación del grupo español Le Mans. Para ese entonces sus integrantes habían disuelto aquel grupo hacia más de dos años, y los locales Suárez fueron los encargados de hacer sonar algunos de los temas en tres conciertos: en el ICI, en la disquería Tower y en la Fundación Proa, versiones que posteriormente se registraron para este EP.

## Lista de canciones
Todas las canciones escritas y compuestas por Ibon Errazkin y Teresa Iturrioz. 
| N.º   | Título                     | Duración |  |
| 1.    | «Zerbina»                  | 5:30     |  |
| 2.    | «Mi novela autobiográfica» | 4:28     |  |
| 3.    | «Aquí vivía yo»            | 1:47     |  |
| 4.    | «Paramour»                 | 3:21     |  |
| 5.    | «Un rayo de sol»           | 4:54     |  |
| 20:01 |                            |          |  |

## Personal
- Rosario Bléfari: voz
- Fabio Suárez: bajo
- Diego Fooser: batería
- Gonzalo Córdoba: guitarra